# Maurice Van Damme
Maurice E. Van Damme (1888) è stato uno schermidore belga, vincitore delle medaglie di argento e di bronzo nel fioretto ai giochi olimpici del 1924 a Parigi.